# Rudolph Bielke (amtmand)
 Der er flere personer med dette navn, se Rudolph Bielke.
Johan Rudolph Bielke (8. august 1746 i Kiel – 28. november 1813 i Næstved) var en dansk amtmand og officer, bror til Henrik Christopher Frederik Bielke.
1756 blev han kornet reformé ved det sjællandske Rytterregiment, 1761 sekondløjtnant ved jyske Kyradserregiment, karakteriseret premierløjtnant, 1764 kornet ved Hestgarden, 1769 dimitteret med majors karakter og udnævnt til kammerjunker hos dronning Sophie Magdalene, 1773 kammerherre, 1776 amtmand i Vordingborg og Tryggevælde Amter, 1782 Ridder af Dannebrog, 1803 tillige amtmand over Møn, fra hvilken tid de 3 amter forenedes til et under navnet Præstø Amt, 1808 afskediget og udnævnt til gehejmekonferensråd. Han erigerede 1812 det Bielkeske Fideikommis.
For hans optræden under den engelske invasion 1807 rettedes der anker imod ham, der førte til hans suspension december samme år, men siden viste sig uberettigede. 1783-1803 var han kurator for Gisselfeld Kloster.
29. juni 1777 ægtede han på Løvenborg Frederikke Anna Øllegaard Numsen (6. eller 7. september 1732 på Sneumgård – 24. maj 1809 i Næstved), datter af feltmarskal Michael Numsen.
Han er begravet i Næsby Kirke. Hans klippede silhuet findes på Frederiksborgmuseet.